# 브로드웨이 타워
브로드웨이 타워(영어: Broadway Tower)는 영국 우스터셔주 브로드웨이 마을 근처에 있는 18세기에 지어진 4층짜리 장식용 건물이다. 영국의 2급 문화재로 등재되었다.
이 타워는 석회암 석재로 지어진 20m(65ft) 높이의 육각형 모양 건물로, 3개의 둥근 모서리 포탑과 흉벽 및 가고일이 있다. 코츠월드에서 두 번째로 높은 지점인 브로드웨이 언덕의 브로드웨이 마을 위에 해발 312m(1,024ft) 높이로 우뚝 서 있다. 장식용으로 만든 건물이긴 하지만 내부에 들어갈 수 있으며, 맨 위 3개 층은 박물관으로 사용되고 있다. 옥상에는 전망대가 있다. 두 개의 포탑에는 땅에서 지붕까지 올라가는 나선형 계단이 있다.

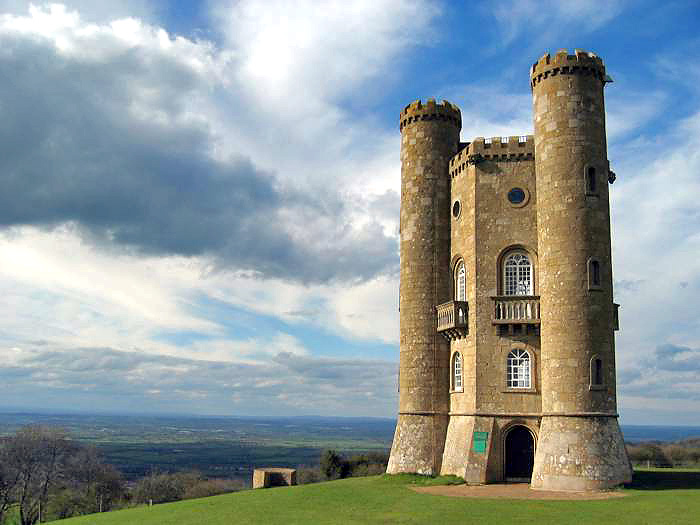
브로드웨이 타워 정문 모습

브로드웨이 타워는 코츠월드 오솔길에 위치하고 있으며, 타워로 가려면 피쉬 힐의 A44 도로에서 이 오솔길을 따라 가거나 브로드웨이 마을에서 가파른 오르막길로 갈 수 있다. 현재는 브로드웨이 타워 컨트리 파크(Broadway Tower Country Park)를 형성하여 공원의 중심에 위치하며, 유료 전시회와 기념품 가게 및 레스토랑도 있다.

## 역사
앵글로색슨 건축 양식의 이 타워는 6대 코벤트리 백작이 그의 아내 바바라(Barbara)를 위해 지은 건축물로 1794년에 건축가 제임스 와이어트가 성 형태로 설계하고 조경사 캐파블리티 브라운의 아이디어로 1798~1799년에 완공되었다. 브로드웨이 언덕은 특별한 경우에만 봉화가 켜지는 봉화대 역할을 했다. 이 타워는 브레든 힐 북쪽 절벽을 지나 북서쪽으로 약 24km(15마일) 정도 떨어진 우스터셔주 남부의 크룸 저택에 있는 코벤트리 백작의 집에서 바라볼 수 있었다. 이와 관련하여 코벤트리 부인은 자신의 집에서 언덕에 있는 봉화를 볼 수 있을지 궁금해 했다는 이야기가 있다. 또 브로드웨이 타워는 백작과 그의 아내가 스프링 언덕 영지에서 돌아오고 있다는 것을 크룸 저택의 직원에게 알리는 신호 역할을 했다고 알려져 있다.
1822년부터 1862년까지 이 탑은 골동품 수집가 토마스 필립스 경의 사설 인쇄소로 사용되었다. 1870년대 중반에는 CJ Stone과 코멜 프라이스(Cormell Price)가 임대했다. 프라이스는 웨스트워드 호!에 위치한 유나이티드 서비스 칼리지의 교장이었으며 예술가 윌리엄 모리스, 에드워드 번 존스, 단테 가브리엘 로세티의 친구였다. 1876년 모리스는 영국의 제본 기술자 아글라이아 코로니오에게 보낸 편지에서 "오늘 바람과 구름 사이에 있는 프라이스의 탑에 있어"라고 쓰기도 했다.

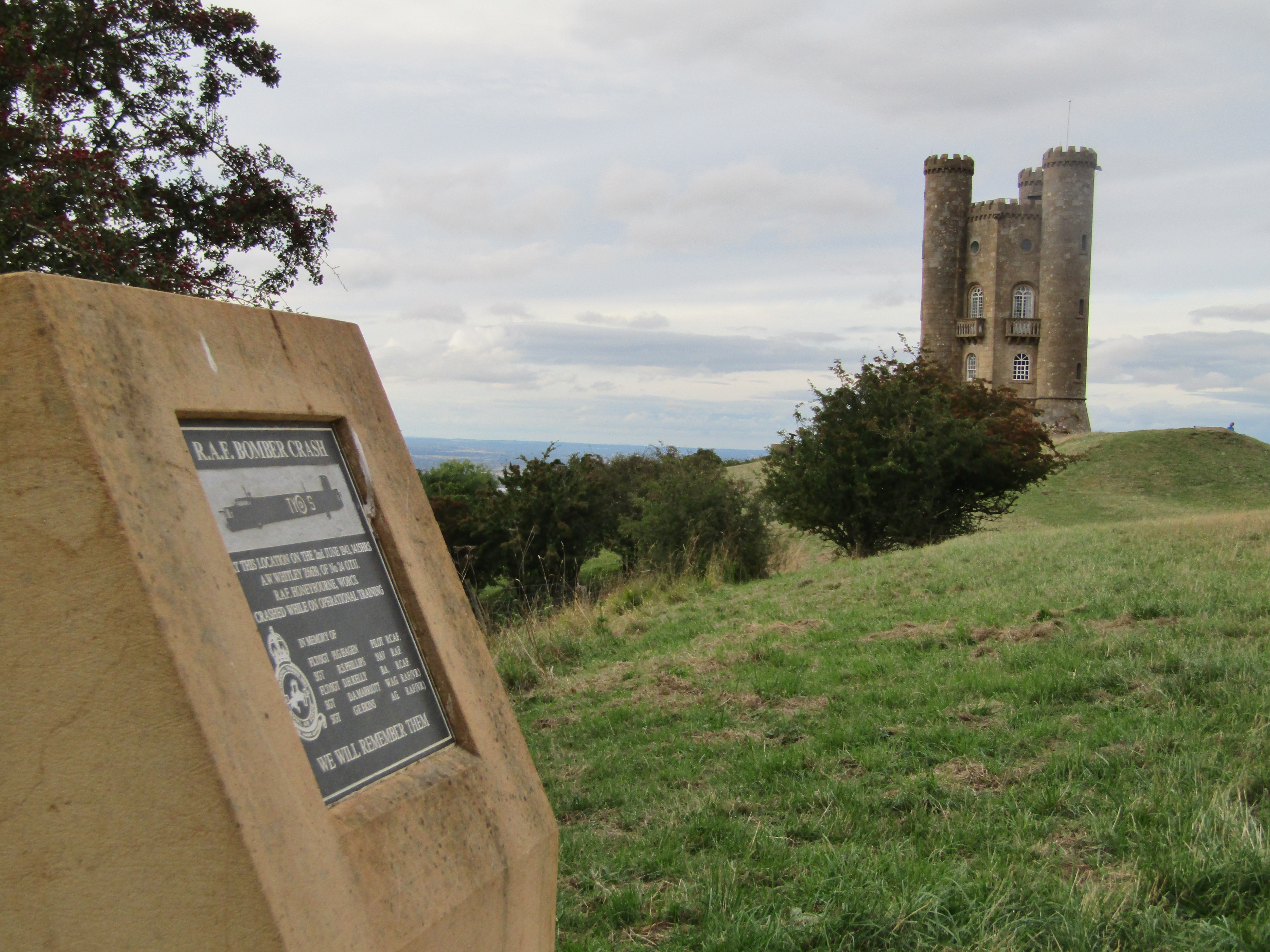
타워 인근 1943년 6월 훈련 임무 중 추락한 A.W.38 휘틀리 폭격기의 승무원을 기리는 기념비

타워 근처에는 1943년 6월 훈련 임무 중 추락한 A.W.38 휘틀리 폭격기의 승무원을 기리는 기념비가 있다.
1950년대 후반, 브로드웨이 타워 인근에 지하 왕립 관찰단 감시 초소가 건설되었다. 이 감시 초소는 1991년에 폐쇄되었지만 현재 복원되어 여전히 존재하며 방문객이 이용할 수 있는 몇 안 되는 냉전 감시 시설 중 하나이다.